# Sint-Brigidakerk (Geldrop)
De Sint-Brigidakerk of Heilige Brigidakerk is een kerkgebouw in Geldrop in de Nederlandse  provincie Noord-Brabant.

## Beschrijving
De Rooms-katholieke kerk werd tussen 1889 en 1891 gebouwd naar ontwerp van architect Carl Weber. Weber inspireerde de kerk op de Munsterkerk in Roermond. Het is een forse neoromaanse kruiskerk met torens en een achtzijdige koepel. Die hoge koepel, die strikt genomen een vieringtoren is, domineert met zijn bouwvolume het aanzien van de kerk. De torens aan de voorzijde zijn 71 meter hoog en worden bekroond door een achtkantige spits tussen vier topgevels. De kerk heeft een rond gesloten koor en transepten. Naast de koepel zijn aan beide kanten twee traptorens aangebouwd. Het interieur van de kerk is uitgevoerd in verschillende kleuren baksteen. Boven de enorme kruising is het koepelgewelf dat ongeveer een inwendige hoogte van 40 meter heeft. De kerk is een van Webers belangrijkste werken en wordt tot op heden gebruikt door de Brigidaparochie te Geldrop.